# نووواسکینو
نووواسکینو (انگلیسی: Novovaskino) یک شهرک در شهرستان میشکینسکی استان باشقیرستان کشور روسیه است.